# Vlag van Beesel

De vlag van de gemeente Beesel

De vlag van Beesel is door de gemeenteraad van Beesel op 24 september 1973 vastgesteld als officiële vlag van deze Limburgse gemeente. De vlag kan als volgt worden beschreven: 
Twee banen geel en blauw met, rakende aan broek-, boven- en onderzijde van de vlag, een schijf van het een in het ander, gezoomd en 14 maal smal gekanteeld, in de bovenhelft van rood en in de onderhelft van groen, en daarop een gevleugelde draak van het een in het ander, getongd en genageld van rood, ter hoogte van 3/5 van de vlaghoogte.
Het thema van de draak is, net als bij het gemeentewapen, ontleend aan het folkloristische feest van Sint Joris en de draak dat elke zeven jaar in Beesel wordt gehouden. Sint Joris is de schutspatroon van de plaatselijke schutterij. De kleuren van de vlag zijn ontleend aan het gemeentewapen en het vaandel van de schutterij. Het waterrad waarin de draak is geplaatst refereert aan de voormalige watermolen in Reuver. Het ontwerp is van de Stichting voor Banistiek en Heraldiek.

## Galerij

Wapen van Beesel
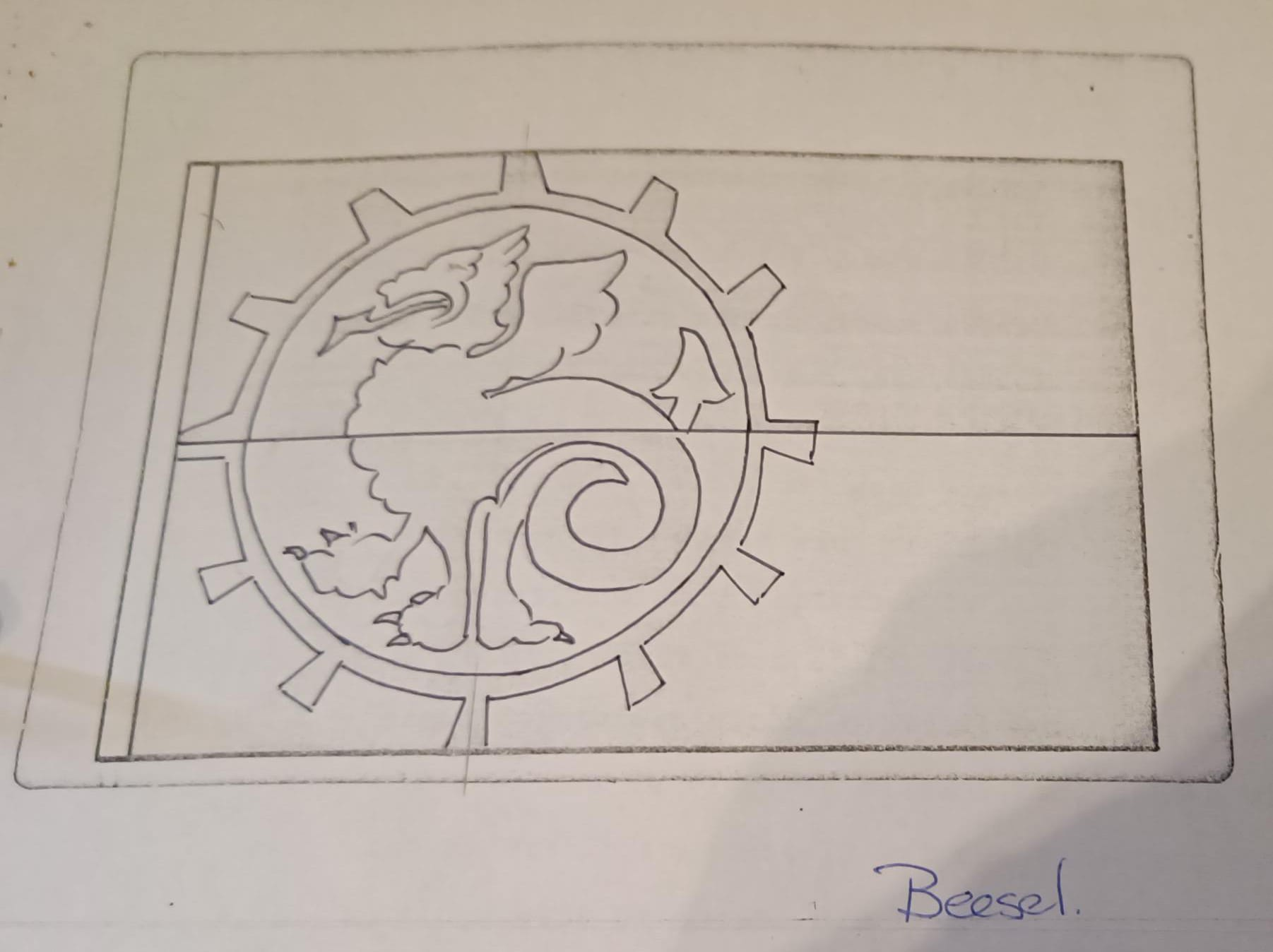
Foto van een tekening van de vlag voor de gemeente Beesel, uit het document van het betreffende gemeentebesluit.

Beek 
· Beekdaelen 
· Beesel 
· Bergen 
· Brunssum 
· Echt-Susteren 
· Eijsden-Margraten 
· Gennep 
· Gulpen-Wittem 
· Heerlen 
· Horst aan de Maas 
· Kerkrade 
· Landgraaf 
· Leudal 
· Maasgouw 
· Maastricht 
· Meerssen 
· Mook en Middelaar 
· Nederweert 
· Peel en Maas 
· Roerdalen 
· Roermond 
· Simpelveld 
· Sittard-Geleen 
· Stein 
· Vaals 
· Valkenburg aan de Geul 
· Venlo 
· Venray 
· Voerendaal 
· Weert